# 埼玉朝鮮幼稚園

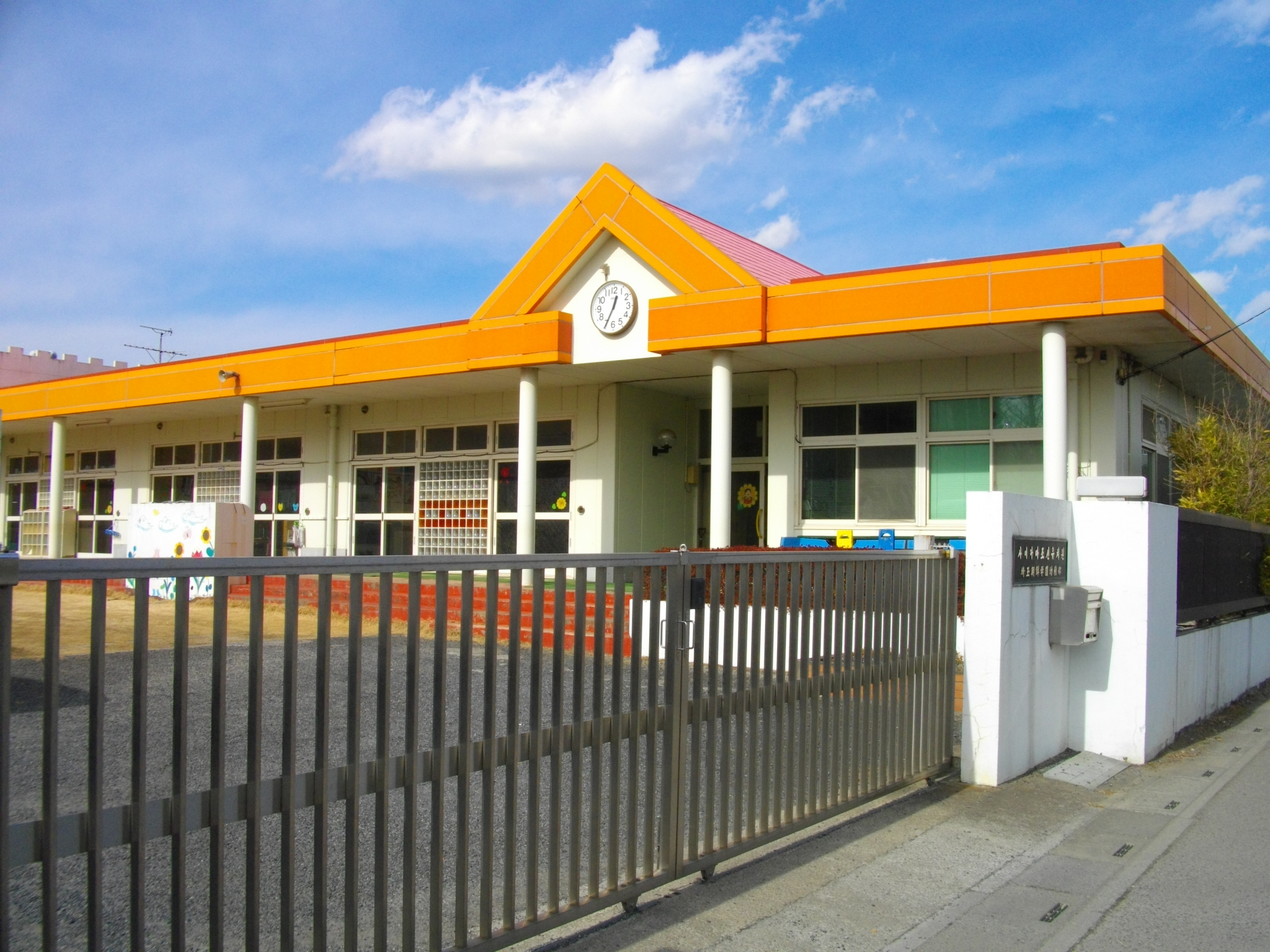
埼玉朝鮮幼稚園

埼玉朝鮮幼稚園（さいたまちょうせんようちえん）は、学校法人埼玉朝鮮学園が運営する埼玉県川口市にあった朝鮮学校。初級・初中級部の附設での運営が多い中で幼稚園単独で存在していたが、現在は埼玉朝鮮初中級学校・幼稚部。法的には「幼稚園」、「認可保育園」、「認可外保育施設」ではなく、他の朝鮮学校同様に各種学校である。

## 沿革
- 1972年 - 大宮市（現 ・さいたま市見沼区）大字南中野に設立。
- 1991年 - 川口市に移転。
- 2014年 - 埼玉朝鮮初中級学校に附設した幼稚部に移行のため、さいたま市大宮区堀の内町の同校内に移転。園舎は解体撤去された。[3]

## 所在地
- 埼玉県川口市木曽呂1392-1

最寄り駅は武蔵野線の東浦和駅。